# Контроль потока
Управление потоком передачи данных (англ. Flow Control) — в компьютерных сетях, механизм, который притормаживает передатчик данных при неготовности приёмника.
Различают три основных способа:
- аппаратный, при котором сигналы «готов/занят» передаются по отдельным физическим линиям связи. Наиболее известна такая реализация в интерфейсе RS-232.
- программный, при котором программный флажок «готов/занят» взводится и сбрасывается вставкой в поток данных специальной уникальной последовательности (XOn/XOff). Применяется в программных драйверах интерфейса RS-232 как альтернатива аппаратному контролю потока в случаях неполного соединительного кабеля.
- протокольный, при котором программный флажок «готов/занят» взводится и сбрасывается специальными соглашениями в рамках протокола обмена данными. На сегодня является практически единственным применяемым способом контроля потока. Наиболее известный пример — реализация контроля потока в протоколе TCP методом скользящего окна.

## Другие значения
Совокупность средств, необходимых для эффективной и экономичной передачи блоков данных в сети. Целью управления трафиком является равномерное распределение нагрузки по всем сегментам сети. Средства управления трафиком осуществляют:
- бесперебойную доставку данных адресатам;
- проверку фактической загрузки каналов и производительности сети;
- управление очередями.